# Isabela Dragnewa
Isabela Dragnewa-Rifatowa (bulgarisch Изабела Драгнева-Рифатова; * 1. Oktober 1971 in Warna) ist eine ehemalige bulgarische Gewichtheberin.
Sie wurde zwischen 1991 und 2004 siebenmal Europameisterin und zweimal Vize-Europameisterin. Bei den Weltmeisterschaften 1991 gewann sie die Goldmedaille in der Klasse bis 48 kg. 1992 und 1994 wurde sie Vize-Weltmeisterin und 1995 gewann sie Bronze. 1997 und 1998 wurde sie wieder Vize-Weltmeisterin. Bei den Olympischen Spielen 2000 war sie zuerst Siegerin. Nachdem sie aber bei der Dopingkontrolle positiv auf Furosemid war, wurde sie gesperrt und die Goldmedaille aberkannt. Nach ihrer Sperre gewann sie bei den Weltmeisterschaften 2002 Bronze. Bei den Olympischen Spielen 2004 erreichte sie den fünften Platz.